# Radersma (orgelbouwers)

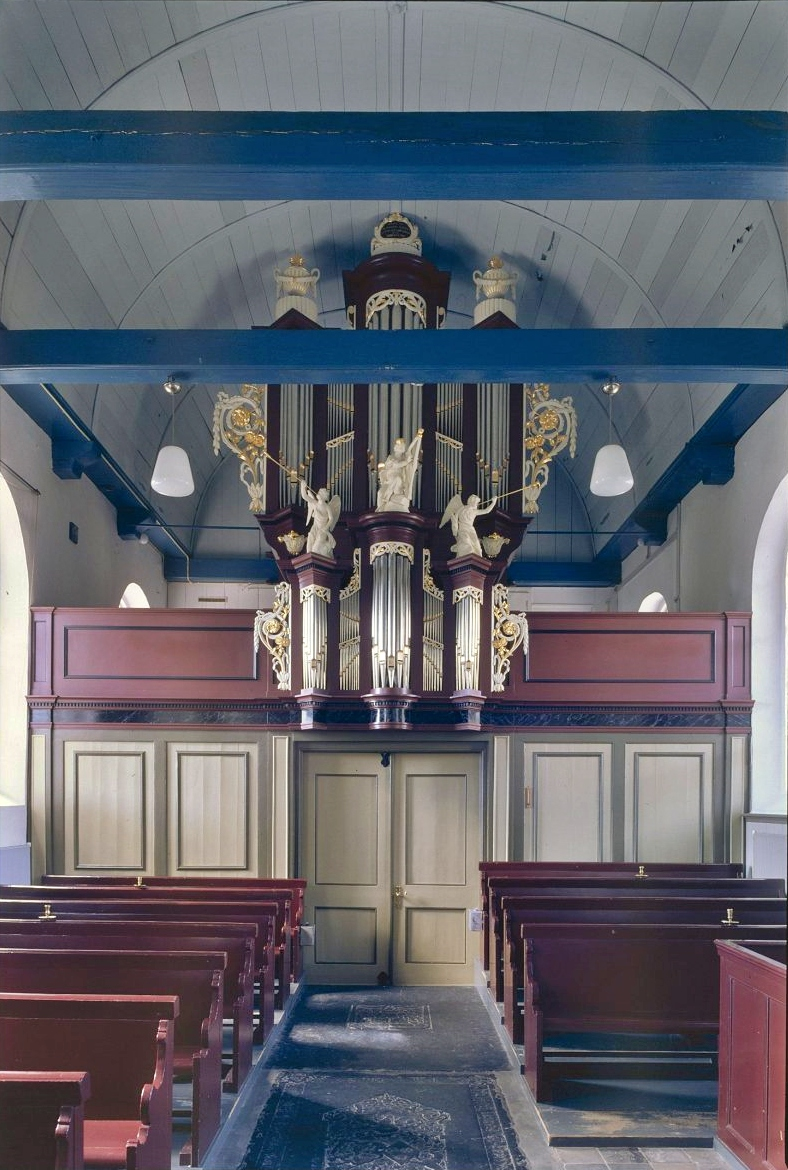
Orgel van J.R. Radersma en L. van Dam uit 1816-1819 te Metslawier

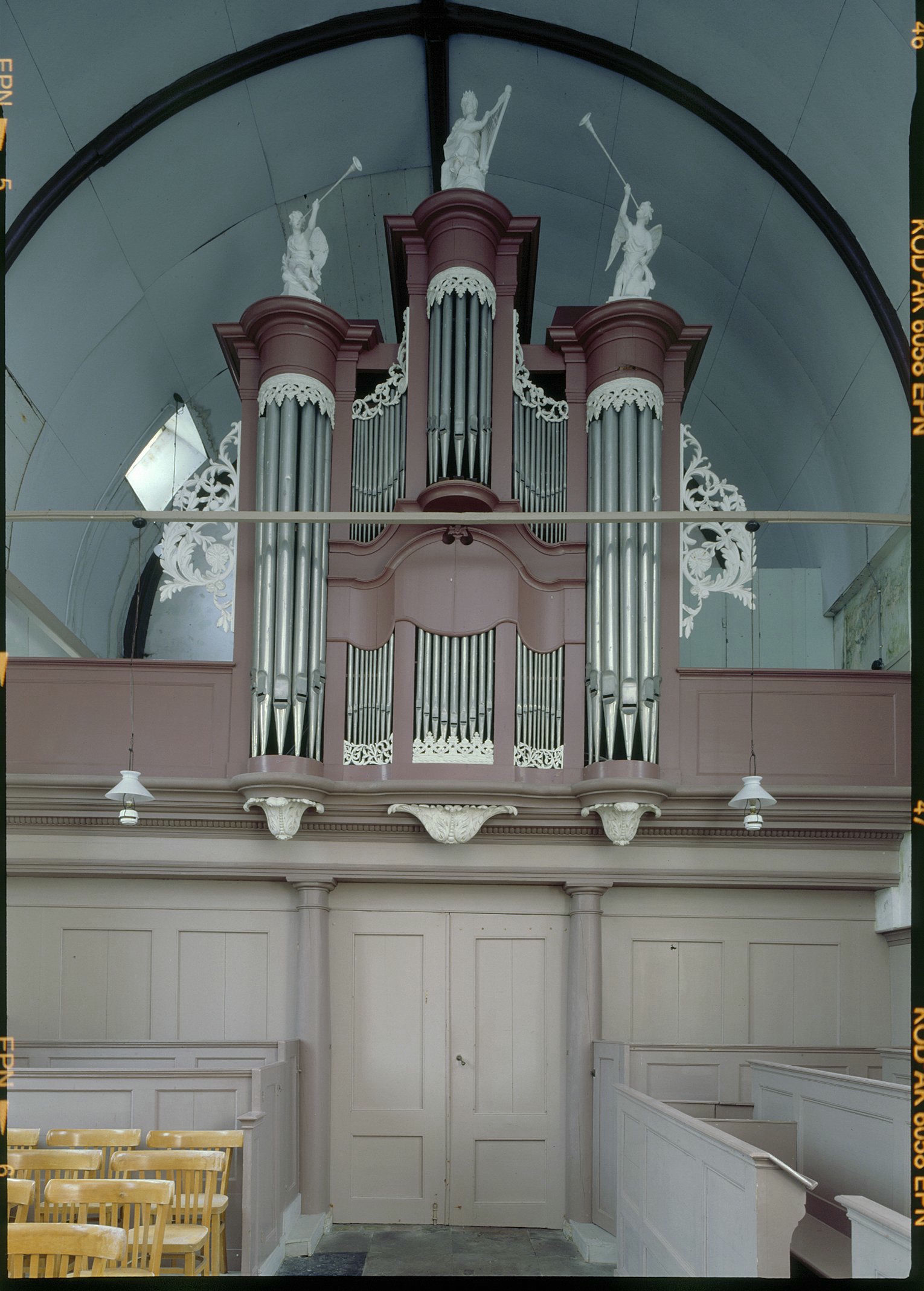
Orgel van P.J. Radersma uit 1842 te Wier

Radersma is de naam van twee orgelbouwers, die in de eerste helft van de 19e eeuw woonden en werkten in het dorp Wieuwerd in de Nederlandse provincie Friesland. Zij leverden en onderhielden pijporgels voor kerkgebouwen in Noord-Nederland. Hun oeuvre is niet groot, maar hun nieuwbouworgels staan bekend om hun elegante klank en worden wel Biedermeier-orgels genoemd.  

## De vader
Jan Reinders Radersma (Wieuwerd, 4 juni 1772 – aldaar, 4 oktober 1816) kwam in 1788 in de leer bij de orgelbouwer Rudolph Knol en leverde daardoor een bijdrage aan de bouw van het kerkorgel van de Nicolaaskerk (Wieuwerd). Uit zijn huwelijk met Siebeltje Pieters Stellingwerf kwamen vijf kinderen voort. Zij waren allen nog jong toen hij op 44-jarige leeftijd stierf.
Van Jan is bekend dat hij in 1813 het toenmalige orgel van de Mariakerk (Mantgum) heeft verbouwd en vergroot. Later is dit instrument na enkele omzwervingen in de Noorderkerk (Drachten) terechtgekomen. In de laatste jaren van zijn leven had hij het toenmalige orgel van de Margarethakerk (Oosterlittens) in onderhoud. Hij heeft ook enkele orgels in nieuwbouw vervaardigd, waaronder dat van de hervormde kerk van Spannum, dat door zijn vroegtijdige dood in 1816 moest worden voltooid door Lambertus van Dam. Dit instrument is in 1913 verplaatst naar de Hervormde kerk (Metslawier).         

## De zoon
Pieter Jans Radersma (Oosterlittens, 4 september 1803 – Wieuwerd, 31 maart 1851), de oudste zoon, was slechts 13 jaar toen zijn vader overleed. Het is dus onwaarschijnlijk dat zijn vader hem zelf veel van het orgelmakersvak heeft kunnen bijbrengen. Misschien is hij in de leer geweest bij de firma Van Dam in Leeuwarden. Ook is het mogelijk dat zijn drie jaar jongere broer Reinder Jans, die timmerman was, zijn assistent was bij de orgelbouw. Pieter is niet veel ouder geworden dan zijn vader: toen hij ongehuwd en kinderloos overleed, was hij 47 jaar.
Pieter onderhield, net als zijn vader, het orgel te Oosterlittens en deed datzelfde met het Van Gruisen-orgel in de Nicolaaskerk (Nijland). Het door Lambertus van Dam in 1790 vernieuwde Harmens-orgel in de Sint-Martinuskerk (Wirdum) verbouwde hij in 1840. Nieuwbouworgels van zijn hand bestaan nog (in gewijzigde vorm) in:
- de Martenskerk (Scharnegoutum) - 1842, in 1861 vernieuwd door Willem Hardorff;
- Ioannis Theaterkerk Wier - 1842, in 1925 gerestaureerd door Bakker & Timmenga;
- de Jacobikerk (Wommels) - 1847, na een brand in 1868 vernieuwd door Willem Hardorff.